# Frank Lüttig
Frank Lüttig (* 1960 in Osterode) ist ein deutscher Jurist, der als Celler Generalstaatsanwalt durch seine Beteiligung an den Ermittlungen gegen Christian Wulff und Sebastian Edathy bekannt geworden ist.

## Ausbildung und Karriere in Justiz und Verwaltung
Lüttig studierte Rechtswissenschaft an den Universitäten Hannover und Champaign-Urbana (USA) und war an der Universität Hannover anschließend von 1988 bis 1990 wissenschaftlicher Mitarbeiter; 1991 wurde er dort mit einer unternehmensrechtlichen, rechtsvergleichenden Arbeit zu Firmenfusionen promoviert.
1990/91 war Lüttig Rechtsanwalt in Frankfurt am Main und anschließend zwei Jahre lang Richter auf Probe. 1993–1995 und 1996–2000 war er Staatsanwalt bei der Staatsanwaltschaft Hannover, unterbrochen von einer Tätigkeit als Richter am dortigen Landgericht. 2000 wurde Lüttig Oberstaatsanwalt bei der Generalstaatsanwaltschaft Celle und wechselte von dort ins niedersächsische Justizministerium, wo er von 2004 bis 2012 Referatsleiter für Strafrecht war. Er wurde von seinem bisherigen Dienstherrn Bernd Busemann zum Generalstaatsanwalt am Oberlandesgericht Celle berufen und übte dieses Amt als Nachfolger Harald Ranges von Anfang 2013 bis zum Eintritt in den Ruhestand 2024 aus. Lüttigs direkter Vorgesetzter war der Justizminister des Landes Niedersachsen. Lüttig wird in der Presse als CDU-Mitglied bezeichnet.

## Ermittlungsverfahren gegen Wulff und Edathy
Bundesweit bekannt wurde er im Rahmen der Ermittlungen gegen den Ex-Bundespräsidenten Christian Wulff und den Bundestagsabgeordneten Sebastian Edathy. Im Verfahren gegen Christian Wulff wurde von dessen Anwälten und Teilen der Medien die durchlässige Informationspolitik Lüttigs kritisiert; Heribert Prantl urteilte im Nachhinein, Lüttig habe sich „immer wieder befremdlich parteiisch geäußert“. Lüttig selbst sprach damals davon, in einer schwierigen „Sandwich-Position“ zwischen den Rechten des Beschuldigten und dem öffentlichen Informationsinteresse „gerade im Fall Wulff größten Wert auf den Schutz des Beschuldigten gelegt“ zu haben. In seinem Buch „Ganz oben, ganz unten“ legte Wulff 2014 nahe, dass Busemann und Lüttig kollusiv gegen ihn zusammengewirkt hätten. Günther von Lojewski warf Lüttig vor, bei den Ermittlungen gegen Edathy mit der rechtswidrigen Hausdurchsuchung und einer „pompösen Pressekonferenz“ eine „Inszenierung“ betrieben zu haben, die das Vertrauen in die Rechtsstaatlichkeit in Zweifel gezogen habe. Der Leiter der Staatsanwaltschaft Hannover, Jörg Fröhlich, sagte im Mai 2015 im Bundestags-Untersuchungsausschuss zur Edathy-Affäre aus, Lüttig habe es in diesem Fall an Engagement fehlen lassen.

## Eingestellte Ermittlungen wegen Geheimnisverrats
Wegen Ungereimtheiten im Fall Wulff stellte der Bonner Jurist Gernot Fritz 2014 eine Strafanzeige wegen der Verletzung von Dienstgeheimnissen. Am 20. Februar 2015 gab die niedersächsische Justizministerin Antje Niewisch-Lennartz im Landtag bekannt, dass die Staatsanwaltschaft Göttingen gegen Lüttig wegen Geheimnisverrats ermittelt. Er wurde beschuldigt, Dienstgeheimnisse an Dritte weitergegeben haben, zur Causa Wulff in sieben Fällen und zur Causa Edathy in einem Fall. Für den Journalisten Heribert Prantl war dieses Verfahren „einmalig in der Justizgeschichte der Bundesrepublik“. Lüttig war für die Zeit der Ermittlungen außer Dienst.
Am 1. Juni 2015 gab die Staatsanwaltschaft Göttingen per Pressemitteilung bekannt, dass „die Ermittlungen keinen genügenden Anlass zur Anklageerhebung geboten“ hätten. Weiter führt sie aus, dass „die ab Februar 2015 in 8 Fällen konkret fortgesetzten Ermittlungen sowie die zu allen 21 ursprünglich untersuchten Fällen umfassend und konstruktiv abgegebene Einlassung des Beschuldigten“ neue Umstände hervorgebracht hätten, „die es teilweise sogar als eher unwahrscheinlich erscheinen lassen, dass Herr Dr. Lüttig die jeweiligen Informationen an die Presse weitergegeben hat. In keinem Falle lagen oder liegen unmittelbare Beweise für eine strafrechtlich relevante unzulässige Preisgabe von Dienstgeheimnissen durch Herrn Dr. Lüttig vor.“
Die CDU/FDP-Opposition im niedersächsischen Landtag forderte die Justizministerin zum Rücktritt auf, da sie das Ermittlungsverfahren im Februar 2015 öffentlich gemacht hatte.

## Rechtspolitische Positionen
Lüttig hat sich in rechtspolitischen Fragen in die öffentliche Debatte eingeschaltet. So hat er sich für die Vorratsdatenspeicherung ausgesprochen.
Auch an der Debatte um Sterbehilfe war Lüttig beteiligt. Als Referatsleiter im niedersächsischen Justizministerium verfasste er kurz nach Gründung der deutschen Sektion des Sterbehilfe-Vereins Dignitas am 26. September 2005 in Hannover die Bundesratsinitiative des Landes Niedersachsen, ein Gesetz gegen Sterbehilfeorganisationen zu schaffen; der Vorstoß scheiterte am Widerstand der FDP-Fraktion des niedersächsischen Landtages. In der Folge wurde der Entwurf von den CDU-alleinregierten Ländern Saarland, Hessen und Thüringen am 27. März 2006 unverändert im Bundesrat eingebracht, scheiterte jedoch. Auch weiterhin trat Lüttig öffentlich für ein strafrechtliches Verbot von Sterbehilfevereinen ein.

## Familie
Lüttig ist verheiratet und hat zwei Kinder.

## Veröffentlichungen
- Die Rolle der Marktzutrittsschranken im Fusionskontrollrecht der Bundesrepublik Deutschland und der USA. Eine Untersuchung zur Fortentwicklung der deutschen Fusionskontrolle (= Fundamenta juridica. Beiträge zur rechtswissenschaftlichen Grundlagenforschung. Bd. 19). Nomos, Baden-Baden 1992, ISBN 3-7890-2786-3 (Zugleich: Hannover, Universität, Dissertation, 1991).
- „Begleiteter Suizid“ durch Sterbehilfevereine. Die Notwendigkeit eines strafrechtlichen Verbots. In: Zeitschrift für Rechtspolitik 2008, S. 57–60.
- (als Herausgeber mit Jens Lehmann):  Verschwörungstheorien. Ursprung – Anhänger – Bewältigung. Nomos, Baden-Baden 2022, ISBN 978-3-7560-0424-9 (Inhaltsverzeichnis).